# مهدی اولاد
مهدی اولاد (زاده ۱۲ فروردین ۱۳۶۵ در تهران) ورزشکار دو و میدانی ایران در دو رشته پرتاب وزنه و پرتاب دیسک است. او موفق شد در مسابقات پارالمپیک ۲۰۲۰ توکیو در رشته پرتاب وزنه به مدال طلا و در رشته پرتاب دیسک به مدال نقره دست یابد. همچنین توانست در مسابقات پارالمپیک ۲۰۲۴ پاریس در رشته پرتاب وزنه به مدال نقره دست یابد.

## جوایز و افتخارات
- مدال نقره پارالمپیک ۲۰۲۴ پاریس در رشته پرتاب وزنه
- مدال طلای پارالمپیک ۲۰۲۰ توکیو در رشته پرتاب وزنه[۱]
- مدال نقره پارالمپیک ۲۰۲۰ توکیو در رشته پرتاب دیسک[۲]